# Plommon i madeira
Plommon i madeira är en vanlig inläggning med frukt och vin. Den är omtyckt i efterrätter och i kombination med choklad. Andra inläggningar med frukt och alkohol är till exempel aprikoser i konjak och fikon i konjak.